# كايوتانو
كايوتانو، (بالإنجليزية: Cautano)‏، (كامبانيا:Cautànë)، هي (بلدية) مكونة من بلدين، كاوتانو وكاكيانو، في مقاطعة بينيفنتو (حتى 1861 مقاطعة أفيلينو) في منطقة كامبانيا الإيطالية، تقع على بعد حوالي 75 كم شمال شرق نابولي وحوالي 13 كم غرب بينيفنتو وحوالي 13 كم شمال مونتيساريو.

## السكان
في سنة 1861 بلغ عدد السكان 1٬149 نسمة، وتطور العدد ليصل في سنة 2011 لـ 2٬091 نسمة.
يظهر هذا المخطط البياني تطور النمو السكاني لـ كايوتانو